# Каханамоку, Дьюк
Дьюк Па́оа Кахи́ну Моко́э Хуликохо́ла Каханамо́ку (англ. Duke Paoa Kahinu Mokoe Hulikohola Kahanamoku, 24 августа 1890, Гонолулу, Королевство Гавайи — 22 января 1968, Гонолулу, Гавайи) — американский пловец гавайского происхождения, олимпийский чемпион, киноактёр.

## Биография
Дьюк Каханамоку родился в 1890 году в Гонолулу; имя «Дьюк» (в переводе с английского — «герцог») он получил в честь принца Альфреда, герцога Эдинбургского, посетившего в это время Гавайи. Впоследствии, когда он приобрёл широкую известность, многие американцы думали, что «Duke» — это не имя, а титул, отражающий (на самом деле отсутствующую) связь Каханамоку с гавайской королевской семьёй.
В 1912 году на Олимпийских играх в Стокгольме Дьюк Каханамоку завоевал золотую медаль на дистанции 100 м вольным стилем, и серебряную — в эстафете 4×200 м вольным стилем. В 1920 году на Олимпийских играх в Антверпене он стал чемпионом в этих дисциплинах (а также принял участие в соревнованиях по водному поло), а в 1924 году на Олимпийских играх в Париже завоевал серебряную медаль на дистанции 100 м вольным стилем (что интересно, его младший брат Сэмюэл завоевал бронзовую медаль). В 1932 году был запасным игроком ватерпольной команды.
Дьюк Каханамоку во время своих поездок по миру активно пропагандировал такой традиционный гавайский вид физической активности, как сёрфинг. После переезда в Калифорнию Дьюк Каханамоку снялся в ряде кинофильмов в качестве актёра второго плана.
В 1965 году Дьюк Каханамоку был включён в Международный зал славы плавания.

## Фильмография[5]
| Год  | Название                                | Роль                    | Примечания           |
| ---- | --------------------------------------- | ----------------------- | -------------------- |
| 1925 | Приключение                             | Ноа-Ноа                 |                      |
| 1925 | The Pony Express                        | вождь индейцев          |                      |
| 1925 | No Father to Guide Him                  | спасатель               |                      |
| 1925 | Lord Jim                                | Тамб Итам               |                      |
| 1926 | Старые броненосцы                       | капитан пиратов         | не упомянут в титрах |
| 1927 | Хула                                    | гавайский парень        | не упомянут в титрах |
| 1927 | Isle of Sunken Gold                     | Лоно                    |                      |
| 1928 | Woman Wise                              | страж                   |                      |
| 1929 | Спасатели                               | Джаффир                 |                      |
| 1929 | Where East Is East                      | охотник на диких зверей | не упомянут в титрах |
| 1930 | Girl of the Port                        | Калита                  |                      |
| 1930 | Остров избавления                       | Мануа                   |                      |
| 1931 | Around the World with Douglas Fairbanks |                         | документальный фильм |
| 1948 | Найти «Красную ведьму»                  | Уа-Нюк                  |                      |
| 1955 | Мистер Робертс                          | вождь туземцев          |                      |
| 1957 | This Is Your Life                       |                         |                      |
| 1967 | Free and Easy                           |                         | документальный фильм |
| 1967 | Surfari                                 |                         | документальный фильм |